# Eucinostomus argenteus
Eucinostomus argenteus és una espècie de peix pertanyent a la família dels gerrèids.

## Descripció
- Pot arribar a fer 20 cm de llargària màxima (normalment, en fa 15).
- 9 espines i 10-10 radis tous a l'aleta dorsal i 3 espines i 8 radis tous a l'anal.
- L'extrem de l'aleta dorsal és fosc.[5][6][7]

## Alimentació
És omnívor.

## Depredadors
Als Estats Units és depredat pel llobarro atlàntic ratllat (Morone saxatilis) i la barracuda (Sphyraena barracuda), i a Puerto Rico per Scorpaena grandicornis.

## Hàbitat
És un peix d'aigua dolça, salabrosa i marina; associat als esculls i de clima subtropical (41°N-24°S) que viu entre 0-12 m de fondària.

## Distribució geogràfica
Es troba al Pacífic oriental (des de la badia d'Anaheim -sud de Califòrnia, els Estats Units- fins al Perú i les illes Galápagos) i l'Atlàntic occidental (des de Nova Jersey i Bermuda fins al sud-est del Brasil, incloent-hi el golf de Mèxic i el mar Carib).

## Ús comercial
Es comercialitza fresc però la seua carn no és gaire apreciada. També és emprat per a elaborar farina de peix i com a esquer viu en la pesca del pagre.

## Observacions
És inofensiu per als humans.